# Louis 28
Louis 28 est une série télévisée française en dix épisodes de 22 minutes créée par Géraldine de Margerie et Maxime Donzel, diffusée depuis le 27 janvier 2023 sur France.tv Slash.
La série est une uchronie comique, imaginant la France du XXIe siècle mais où la monarchie existe toujours.

## Synopsis
Dans une France où la Monarchie Absolue n'a jamais été abolie, un terrible accident d'avion tue la famille royale, avec le Roi Louis XXVII et ses héritiers directs. Samia, une Franco-Marocaine professeure de français dans un lycée de Melun, apprend que Cédric, son fils né d'un flirt avec le Prince-Héritier Baudoin (le fils de Louis XXVII), qui a disparu en mer il y a quelques années, est l'Héritier du trône. Immature, nigaud et candide, Cédric, 16 ans, prend alors la tête du royaume de France, sous le nom de "Louis 28".

## Distribution
- Anaëlle Othenin-Girard[1] : Cédric / Louis 28
- Nadia Roz : Samia
- Gilles Gaston-Dreyfus : le cardinal de Saint-Avit
- Marie-France Alvarez : La Pompa
- Brice Michelini : La Vipère
- Sarah Stern : Mme de Maintenant
- Anne Loiret : La Générale
- Jacques Bondoux : L’archevêque
- Axel Würsten : Florimond-Pierre de Popov, dit Flopi
- Maxence Tual : Maurice
- Clara Choï : Linh
- Florence Muller : Solange
- Matthieu Rozé : le duc de Gabin
- Monsieur Poulpe : Fontaine
- Augustin Trapenard: Augustin de Trapenard
- Tony Fauci : Garde TUNNEL

## Épisodes
1. Advienne que pourra
2. On a toujours besoin d'un plus petit que soi
3. Mieux vaut un petit chez soi
4. Amour, quand tu nous tiens
5. Qui ne tente rien n'a rien
6. Amour, quand tu nous tiens… encore
7. En tout chose, il faut considérer la fin
8. Petit poisson deviendra grand
9. Honni soit, qui mal y pense
10. La raison de la plus forte

## Accueil critique
La série est plutôt bien reçue par la presse. Télérama trouve que malgré quelques passages à vide, Louis 28 « donne un sérieux coup de jeune à la série en costumes. Ce n’est pas The Crown, mais c’est sacrément plus drôle ». Le Figaro qualifie la série de « réjouissante », soulignant la réflexion sur la France contemporaine, l'infodivertissement et la montée des populismes. Pour Le Monde, la série reste « sympathique », avec une critique politique grossière bien que des sujets de société tels que l'homosexualité ou l'avortement soient abordés pédagogiquement.